# Spermacoce burmanni
Spermacoce burmanni är en måreväxtart som beskrevs av Dc.. Spermacoce burmanni ingår i släktet Spermacoce och familjen måreväxter. Inga underarter finns listade i Catalogue of Life.